# Leipzig-Liebertwolkwitz järnvägsstation

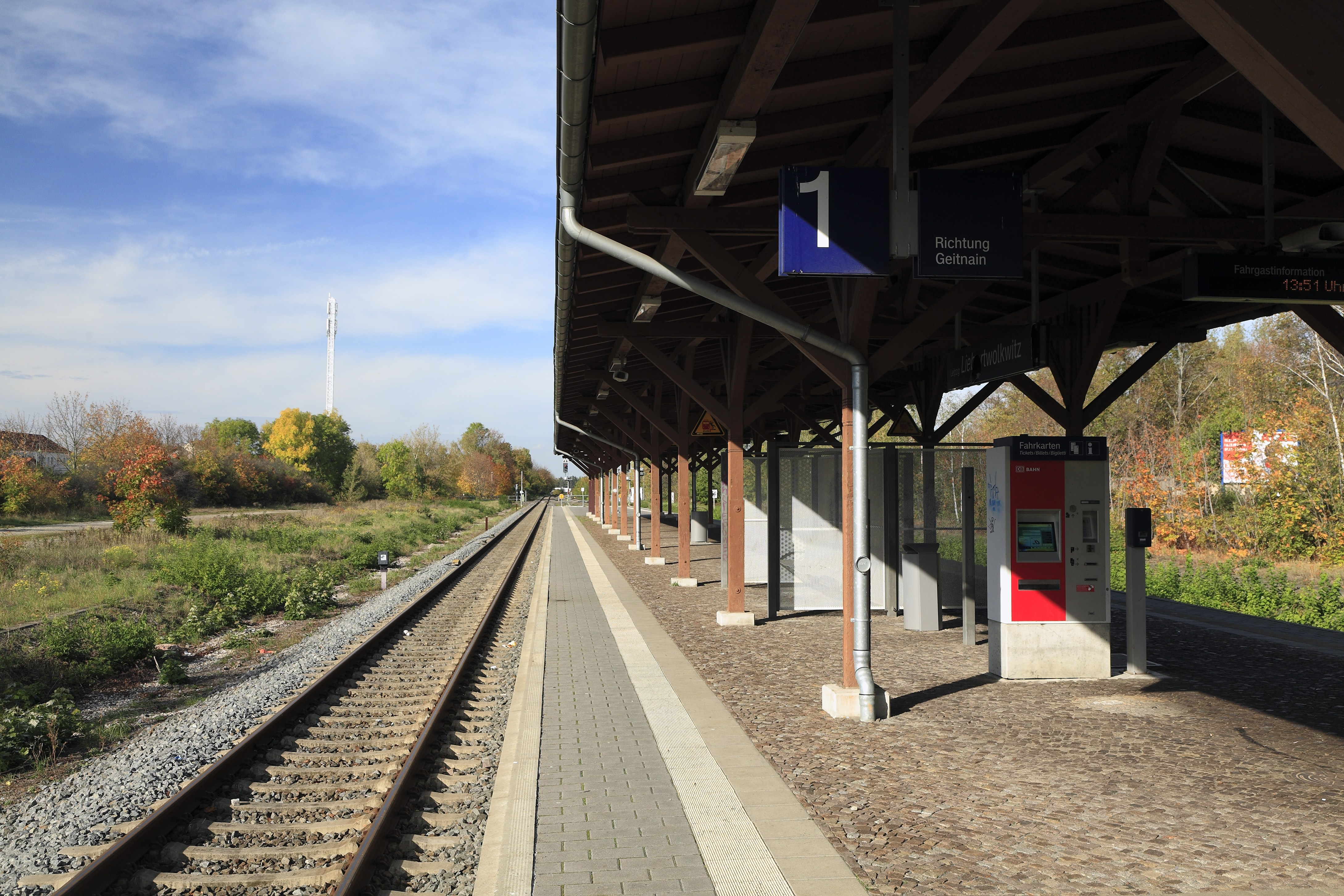
Plattform med tak på stationen.

Leipzig-Liebertwolkwitz är en järnvägsstation i Leipzig, Tyskland. Stationen ligger på linjen Leipzig–Geithain och trafikeras av regionaltåg.